# Piotr Łomnowski
Piotr Nikołajewicz Łomnowski (ros. Пётр Николаевич Ломновский, ur. 24 listopada 1871, zm. 2 marca 1956 Nicea Francja) – rosyjski generał porucznik.

## Życiorys
Ukończył Korpus Kadetów w Tyflisie i 1 Pawłowską Szkołę Wojskową. Oficer od 1891. Następnie ukończył Nikołajewską Akademię Sztabu Generalnego w 1898. Dowódca kompanii, batalionu i w sztabach obwodu zakaspijskiego i w 2 Turkiestańskim AK, następnie w sztabach Nadmorskiego (Primorskogo) Okręgu Wojskowego. Walczył w wojnie rosyjsko-japońskiej w sztabie kwatermistrza 1 Mandżurdskiej Armii, później w sztabie kwatermistrzostwa naczelnego dowódcy Sił Dalekiego Wschodu. Pułkownik z 1905. Za zasługi nagrodzony złotą bronią. W 1906 szef sztabu 6 Wschodnio-Syberyjskiej Dywizji Piechoty, dowódca 24 Syberyjskiego pułku piechoty. W sierpniu 1912 mianowany generałem majorem i wyznaczony na kwatermistrza Kijowskiego Okręgu Wojskowego.
Z rozpoczęciem mobilizacji w lipcu 1914 p.o. szefa sztabu 8 Armii gen. A. Brusiłowa. Na tym stanowisku walczył w bitwie galicyjskiej. Od lipca 1915 dowódca 15 Dywizji Piechoty, generał porucznik.
Po rewolucji lutowej 1917 w kwietniu 1917 dowódca 8 Korpusu Armijnego w składzie 4 Armii - nacierał na Mareszt razem z 2 Armią rumuńską. 12 lipca 1917 dowódca 10 Armii Frontu Zachodniego. Miał działać na głównym kierunku operacji zaczepnej. Armii nie przygotował do operacji, poniósł duże straty ok. 6 - 7 tys. żołnierzy zabitych i ok. 30 tys. rannych) (w składzie Armii walczył 38 Korpus Armijny gen. lejtn. J. Dowbor-Muśnickiego). Wyznaczony czasowo od 31 lipca - 5 sierpnia naczelnym dowódcą Frontu Zachodniego, zmienił gen. A. Denikina. 9 września zdjęty z dowódcy 10 Armii i przekazany do dyspozycji sztabu Kijowskiego Okręgu Wojskowego.
Po rewolucji październikowej wyjechał za Don i zaproponował swoją służbę w Armii Ochotniczej. Na początku 1918 przedstawiciel Armii Ochotniczej przy hetmanie Ukrainy gen. P. P. Skoropadskim (pozostawał na tym stanowisku do zajęcia Kijowa przez Siły Zbrojne Południa Rosji w 1919).
W 1919 wyjechał poza granice Rosji. Osiadł w Bułgarii, potem wyjechał do Francji, gdzie zmarł. Był odznaczony Orderem Świętego Jerzego IV klasy, Złotą Szablą "Za Dzielność", Orderem Świętego Włodzimierza II, III i IV klasy, Orderem Świętej Anny I, II i III klasy, Orderem Świętego Stanisława I, II i III klasy.